# Edward McMillan-Scott
Edward McMillan-Scott, né le 15 août 1949 à Cambridge, est un homme politique britannique, député européen de 1984 à 2014 et vice-président du Parlement européen de 2004 à 2014. Il siège au groupe de l'Alliance des démocrates et des libéraux pour l'Europe (ADLE).

## Carrière politique
Après avoir été exclu du Parti conservateur en 2009, il rejoint les LibDem en 2010.
Il s'est manifesté en faveur de plus d'intégration européenne en signant l'appel du Groupe Spinelli.

## Points de vue

### Tibet
Le 16 mars 2011, en commémoration du soulèvement tibétain de 1959, avec le député européen Kristiina Ojuland, il a organisé un séminaire sur Tibet au Parlement européen intitulé 52 Years since the Tibetan Uprising: Common Ground for Tibet and China? Thomas Mann, Kelsang Gyaltsen, Roy Strider et Vincent Metten y participèrent.

### Allégations de prélèvements d'organes sur des pratiquants du Falun Gong
Edward McMillan-Scott s’est rendu en Chine ayant pour mission d’établir les faits en mai 2006.
Son guide, Cao Dong, a affirmé être au courant des prélèvements d’organes. Ce dernier a déclaré avoir été en prison et avoir vu le cadavre de son ami pratiquant de Falun Gong « dans la morgue avec des trous là où les parties du corps avaient été prélevées ». Après cette rencontre entre Cao Dong et Edward McMillan-Scott, l’intermédiaire a été arrêté. Les autorités l'ont transféré en septembre vers la province du Gansu et ont émis un mandat d’arrêt. Il a été poursuivi en décembre sur quatre chefs d'accusation. Les juges ont estimé que l'affaire ne pouvait pas aller au procès car elle relevait de la compétence du Bureau 610 à Pékin (le bureau chargé de la répression du Falun Gong).
En janvier 2013, Edward McMillan-Scott se déclare convaincu que des membres du mouvement Falun Gong sont tués afin de recueillir leurs organes.